# Mont Ross
Pour les articles homonymes, voir Ross.
Le mont Ross est un volcan, point culminant de l'archipel des Kerguelen et de son île principale, la Grande Terre, dans le sud de l'océan Indien, avec 1 850 mètres d'altitude.

## Toponymie
Baptisé « mont Ross » par l'expédition du HMS Challenger en 1874 en hommage à l'explorateur polaire sir James Clark Ross (1800-1862) qui visita l'archipel en 1840, l'usage a ensuite donné le nom de Grand Ross et de Petit Ross à cette montagne très proche de la côte et que les chasseurs de phoques du XIXe siècle surnommaient « mont Fourchu » et « pic Enneigé », en anglais : Forked Mount et Snowy Peak.

## Géographie
Le mont Ross est une montagne escarpée, couverte en partie de glaciers et difficile d'accès. Situé sur la péninsule Gallieni dans le sud de Grande Terre, il présente un sommet double avec le Grand Ross, le plus élevé, 1 850 mètres et le Petit Ross culminant à 1 721 mètres. Ces deux sommets constituent le rebord occidental d'une caldeira ouverte en fer à cheval vers l'est. Dans cette caldeira où naît le glacier Buffon se trouvent deux petits sommets, le pic du Cratère et le piton Central. Les faces méridionales et occidentales de la montagne plongent vers l'océan Indien tandis que la caldeira fait face vers l'est aux monts Andrée Aubert de la Rüe et que la face septentrionale est raccordée aux autres sommets de la péninsule Gallieni.

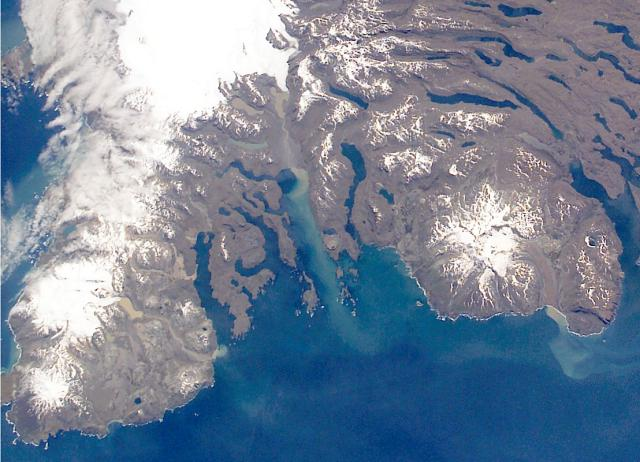
Image satellite d'une partie de l'archipel des Kerguelen avec le mont Ross (tache blanche à droite), le glacier Cook (tache blanche à gauche) et la péninsule Rallier du Baty (à gauche).

## Histoire
Edgar Aubert de la Rüe en 1929 en visite les alentours et écrit : « À défaut du sommet qui s'obstine à demeurer caché, la vue du cratère est très belle. De partout tombent des glaciers à pic qui se réunissent au pied de l'enceinte pour n'en former qu'un seul, très considérable et qui en occupe tout le fond. Plusieurs pitons abrupts, libres de glace, surgissent en bordure, ainsi qu'une étonnante table de lave d'une parfaite horizontalité. » Le 31 janvier, par un temps dégagé, il en envisage l'ascension et écrit : « Personne encore n'a tenté d'escalader ce sommet de près de 2 000 mètres. [...] Par l'est, l'ascension est absolument impraticable, mais je la crois réalisable par le sud et mieux encore par l'ouest, où seuls les derniers mille mètres sont réellement escarpés. Il ne me semble pas y avoir de difficulté majeure pour parvenir jusqu'au point de départ de l'escalade finale. Un camp avancé devrait être établi vers l'altitude de 1 000 mètres, au pied du double pic terminal, pour attendre là le jour propice à l'ascension. » L'objectif d'Aubert de la Rüe n'est pas le sommet mais uniquement le cratère qu'il atteint effectivement et en repart le 4 février.
Le mont Ross n'a été gravi pour la première fois qu'en 1975, devenant ainsi le dernier sommet français à avoir été vaincu,, : la première ascension est réalisée le 5 janvier 1975 par les alpinistes français Jean Afanassieff et Patrick Cordier, suivis le 12 janvier par trois autres alpinistes de leur expédition, Patrice Bodin, Denis Ducroz et Georges Polian. Le 26 novembre 2001, le groupe militaire de haute montagne, composé de Philippe Renard, Thierry Bolo, Laurent Miston, Antoine Cayrol, François Savary, Grégory Muffat-Joly et Vasken Koutoudjian, réussit la deuxième ascension du sommet en inaugurant une variante en face nord.
La première traversée de la montagne, en enchaînant le Petit Ross et le Grand Ross, a été réalisée par une équipe menée par l'alpiniste Lionel Daudet en décembre 2006.